# Would You Love a Monsterman?
Would You Love a Monsterman? – singel promujący pierwszy studyjny album fińskiego zespołu hardrockowego Lordi – Get Heavy. Zawierał dwie wersje piosenki "Would You Love a Monsterman?" oraz alternatywną wersję "Biomechanic Man" różniącą się od tej na albumie.
Pięciuset najszybszych nabywców singla w Finlandii otrzymywało dodatkowo komiks autorstwa Mr. Lordiego, natomiast w każdym niemieckim wydaniu singla znajdowała się jedna z pięciu kart kolekcjonerskich z wizerunkami członków Lordi.

## Lista utworów

### Edycja fińska
1. "Would You Love a Monsterman?" (Singlowa Wersja) – 3:24
2. "Biomechanic Man" (Alternatywna Wersja) – 3:23
3. "Would You Love a Monsterman?" (Radiowa Edycja) – 3:24
4. "Would You Love a Monsterman?" - (Teledysk)

### Edycja niemiecka
1. "Would You Love a Monsterman?" (Singlowa Wersja) – 3:03
2. "Biomechanic Man" (Alternatywna Wersja) – 3:23
3. "Would You Love a Monsterman?" (Radiowa Edycja) – 3:03
4. "Would You Love a Monsterman?" - (Teledysk)

## Twórcy
- Mr. Lordi – śpiew
- Amen – gitara elektryczna
- Magnum – gitara basowa
- Kita – instrumenty perkusyjne
- Enary – instrumenty klawiszowe

## Teledysk
Akcja wideoklipu rozgrywa się w ciemnym lesie, gdzie samotnie pewna dziewczynka bawi się swoją lalką. W pewnym momencie spod ziemi wyłania się pięciu muzyków Lordi grających utwór "Would You Love a Monsterman?", masywne łańcuchy same zawieszają na drzewach logo zespołu, a nad lasem rozpętuje się burza. Dziewczynka podchodzi do Mr. Lordiego, wręczając mu swoją lalkę. Ten natomiast powoduje zapalenie się lalki a na końcu opętuje dziecko.

## Nowa wersja
W 2006 roku utwór został nagrany ponownie i wydany na singlu promocyjnym oraz na rozszerzonej edycji płyty The Arockalypse.
1. "Would You Love a Monsterman? (2006)" – 3:03

### Twórcy
- Mr. Lordi – śpiew
- Amen – gitara elektryczna
- OX – gitara basowa
- Kita – instrumenty perkusyjne
- Awa – instrumenty klawiszowe

### Teledysk
Pierwszą sceną teledysku jest wydobywająca się z otoczonego wydrążonymi dyniami radia zapowiedź spikera mówiącego o heavymetalowej audycji z okazji Halloween. Z momentem rozpoczęcia się piosenki, do prosektorium, w którym znajduje się radio, wchodzi dwóch lekarzy wioząc ze sobą zmumifikowane zwłoki człowieka. Z zamiarem przeprowadzenia sekcji przygotowują potrzebne narzędzia, podczas gdy ich asystentka widzi w lustrze oprócz swojego odbicia upiorną zjawę (Awa). Chwilę później mumia (Amen) powstaje z łóżka i zabija jednego z lekarzy. Kiedy zza parawanu wyłania się kolejny potwór(Kita), drugi lekarz i asystentka próbują uciec z pomieszczenia. Za drzwiami spotykają jednak następnego zombie (OX), który z łatwością zabija drugiego z lekarzy. Asystentka zostaje uwięziona w prosektorium ze wszystkimi potworami. Mimo że dziewczyna próbuje się bronić, Mr. Lordi opętuje ją.